# جويل رييس
جويل رييس (بالإسبانية: Joel Reyes)‏ (8 أبريل 1972 بتشيلي - ) هو لاعب كرة قدم تشيلي في مركز الوسط. شارك مع منتخب تشيلي لكرة القدم. أما مع النوادي، فقد لعب مع إيفرتون دي فينا ديل مار وكولو-كولو ويونيون إسبانيولا وسانتياغو مورنينغ ‏ وديبورتيفو نوبلينس ‏ وديبورتيس كولتشاغوا وأونيفرسيداد دي كونسيبسيون ‏.

## وصلات خارجية
- جويل رييس على موقع قاعدة بيانات كرة القدم.إي يو (الإنجليزية)
- جويل رييس على موقع ناشيونال فوتبول تيمز (الإنجليزية)
- جويل رييس على موقع Soccerway.com (الإنجليزية)
- جويل رييس على موقع عالم كرة القدم.نت (الإنجليزية)